# Olsza (rejon smoleński)
Olsza (ros. Ольша) – wieś (ros. село, trb. sieło) w zachodniej Rosji, w osiedlu wiejskim Diwasowskoje rejonu smoleńskiego w obwodzie smoleńskim.

## Geografia
Miejscowość położona jest nad Olszanką, przy drodze magistralnej M1 «Białoruś», 3,5 km od drogi regionalnej 66A-71 (Olsza – Nowyje Batieki), 7 km od drogi federalnej R120 (Orzeł – Briańsk – Smoleńsk – Witebsk), 8 km od centrum administracyjnego osiedla wiejskiego (Diwasy), 14,5 km od Smoleńska, 6 km od najbliższego przystanku kolejowego (430 km).
W granicach miejscowości znajdują się ulice: Cerkownaja, Dorożnaja, Lnobazowskaja, Mołodiożnaja, Niżnie-Dubrowskaja, Pierwomajskaja, Sadowyj pierieułok – I, Sadowyj pierieułok – II, Szkolnaja, Tierritorija Siewiero-wostocznieje sieła w 300 mietrach, Tierritorija Wostocznieje sieła na rasstojanii 500 mietrow, Zaoziornaja.

## Demografia
W 2016 r. miejscowość zamieszkiwało 497 osób.

## Historia
W czasie II wojny światowej od lipca 1941 roku miejscowość była okupowana przez hitlerowców. Wyzwolenie nastąpiło we wrześniu 1943 roku.